# Powiat Stargardzki
Der Powiat Stargardzki ist ein Powiat (Kreis) im Südwesten der polnischen Woiwodschaft Westpommern, bevölkerungsmäßig der größte der Woiwodschaft. 
Der Jezioro Miedwie (Madüsee) ist fast vollständig von Gemeinden des Powiats umgeben.

## Städte und Gemeinden

Gemeinden des Kreises

Der Powiat Stargardzki umfasst insgesamt zehn Gemeinden: eine Stadtgemeinde, vier Stadt- und Landgemeinden, fünf Landgemeinden und hat die größte Gemeindezahl in ganzer Woiwodschaft.

### Stadtgemeinde
- Stargard (Stargard)

### Stadt- und Landgemeinden
- Chociwel (Freienwalde)
- Dobrzany (Jakobshagen)
- Ińsko (Nörenberg)
- Suchań (Zachan)

### Landgemeinden
- Dolice (Dölitz)
- Kobylanka (Kublank)
- Marianowo (Marienfließ)
- Stara Dąbrowa (Alt Damerow)
- Stargard

## Nachbarlandkreise
| Stettin                       | Powiat Goleniowski Gollnow                  | Powiat Łobeski Labes          |
| Powiat Gryfiński Greifenhagen | Kompassrose, die auf Nachbargemeinden zeigt | Powiat Drawski Dramburg       |
| Powiat Pyrzycki Pyritz        | Powiat Myśliborski Soldin                   | Powiat Choszczeński Arnswalde |

## Metropolregion Stettin
Der Powiat wird seit 2012 aktiv durch Kooperationen innerhalb des Ballungsraumes der Metropole Stettin als Teil einer europäischen Metropolregion entwickelt, das gemeinsame Entwicklungskonzept wurde im Juni 2015 vorgestellt.